# زاك باجانز
زاكاري ألكسندر «زاك» باجانز (بالإنجليزية: Zachary Alexander "Zak" Bagans)‏ (ولد في 5 أبريل، 1977) هو محقق خوارق أمريكي وشخصية تلفزيونية ومؤلف. وهو المقدم الرئيسي لبرنامج مغامرات الأشباح منذ سنة 2008 على قناة تراڤل.

## وصلات خارجية
- الموقع الرسمي
- زاك باجانز على موقع IMDb (الإنجليزية)
- زاك باجانز على موقع ميوزك برينز (الإنجليزية)
- زاك باجانز على موقع ديسكوغز (الإنجليزية)
- زاك باجانز على موقع قاعدة بيانات الفيلم (الإنجليزية)